# أماندا ليموس
أماندا ليموس (بالإنجليزية: Amanda Lemos؛ مواليد 22 مايو 1987) هو مُقاتل فنون قتالية مختلطة أمريكي.

## وصلات خارجية
- أماندا ليموس على موقع يو إف سي (الإنجليزية)
- أماندا ليموس على موقع شيردوغ (الإنجليزية)
- أماندا ليموس على موقع Tapology.com (الإنجليزية)